# Anabarhynchus postocularis
Anabarhynchus postocularis är en tvåvingeart som beskrevs av Lyneborg 1992. Anabarhynchus postocularis ingår i släktet Anabarhynchus och familjen stilettflugor. Inga underarter finns listade i Catalogue of Life.